# مسمر (من الأفضل الاتصال بسول)
«مسمر» (بالإنجليزية: Nailed)‏ هي الحلقة التاسعة للموسم الثاني من مسلسل إيه إم سي التلفزيوني الدرامي من الأفضل الاتصال بسول، المسلسل يُعتبر بادئة من مسلسل اختلال ضال. تم بث الحلقة في 11 أبريل 2016 على قناة إيه إم سي بالولايات المتحدة. خارج الولايات المتحدة، تم عرض الحلقة لأول مرة على خدمة البث نتفليكس في عدة بلدان.

## الاستقبال

### التقييمات
عند بثها، تلقت الحلقة 2.06 مليون مشاهد أمريكي، وتصنيف 18-49 من 0.8.

## وصلات خارجية
- «مسمر» على إيه إم سي (بالإنجليزية)
- «مسمر» على قاعدة بيانات الأفلام على الإنترنت (بالإنجليزية)